# Letheringham
Letheringham est un village dans le Suffolk, en Angleterre.

## Étymologie
Les toponymes en -ing-ham notamment dans le sud de l'Angleterre (exemples : Birmingham, Nottingham, etc.) ont leurs équivalents flamands en -ing-hem. L'historien spécialiste des Anglo-Saxons Daniel Henry Haigh (1819—1879) a d'ailleurs suggéré que Letheringham partage la même étymologie que Ledringhem, un village dans le département du Nord, en France. 